# Miélan
Miélan este o comună în departamentul Gers din sudul Franței. În 2009 avea o populație de 1.216 de locuitori.

## Evoluția populației
| An        | 1975  | 1982  | 1990  | 1999  | 2006  | 2009  |
| --------- | ----- | ----- | ----- | ----- | ----- | ----- |
| Populație | 1.325 | 1.246 | 1.290 | 1.258 | 1.190 | 1.216 |